# Adrien Duvillard
Adrien Duvillard (Megève, 1934. november 7. – Megève, 2017. február 14.) francia alpesisíző.

## Pályafutása
Az 1956-os Cortina d’Ampezzo-i olimpián óriás-műlesiklásban a negyedik helyen végzett. Műlesiklás az első forduló után a második helyen állt, de a második fordulóban rontott, így összesítésben csak a 38. helyen végzett. Az 1958-as Bad Gastein-i világbajnokságon lesiklásban ötödik lett. Az 1960-as Squaw Valley-i olimpián óriás-műlesiklásban a tizedik helyen végzett. Az 1962-ben Chamonixban rendezett világbajnokságon óriás-műlesiklásban a negyedik helyet szerezte meg.